# ホモ・サピエンスの涙
『ホモ・サピエンスの涙』（ホモサピエンスのなみだ、Om det oändliga）は、2019年のスウェーデンのドラマ映画。監督・脚本はロイ・アンダーソン、出演はマッティン・サーネル、タティアーナ・デローナイ、アンデシュ・ヘルストルムなど。さまざまな男女が織り成す悲喜こもごもの人生模様を、全編ワンシーンワンカットによる計33の場面で描いた映像詩。
第76回ヴェネツィア国際映画祭のコンペティション部門で上映され、アンダーソンは銀獅子賞を獲得した。

## キャスト
- 牧師: マッティン・サーネル
- 空を飛ぶ女性: タティアーナ・デローナイ
- 空を飛ぶ男性: アンデシュ・ヘルストルム
- 精神科医: ベンクト・ベルギウス
- 歯科医: トゥール・フリーゲル

## 評価

### 批評家の反応
Rotten Tomatoesでは100件のレビューで支持率は94%、平均点は8.1/10、批評家の一致した見解は「『ホモ・サピエンスの涙』で脚本・監督のロイ・アンダーソンは明瞭さ、優しさ、そして大真面目な実存的ウィットを同量で際立たせて人間の状態を調査している。」となっている。Metacriticでは30件のレビューで加重平均値は87/100となっている。

### 受賞とノミネート
| 映画祭・賞             | 部門             | 候補 | 結果       |
| ---------------------- | ---------------- | --- | ---------- |
| ゴールデン・ビートル賞 | 作品賞           | ロイ・アンダーソン                                                                                                   | ノミネート |
| ゴールデン・ビートル賞 | 監督賞           | ロイ・アンダーソン                                                                                                   | ノミネート |
| ゴールデン・ビートル賞 | 脚本賞           | ロイ・アンダーソン                                                                                                   | ノミネート |
| ゴールデン・ビートル賞 | セットデザイン賞 | アンダース・ヘルストレーム、フリーダ・エクストロム・エルムストランド、ニクラス・ニルソン                             | 受賞       |
| ヴェネツィア国際映画祭 | 金獅子賞         | ロイ・アンダーソン                                                                                                   | ノミネート |
| ヴェネツィア国際映画祭 | 銀獅子賞         | ロイ・アンダーソン                                                                                                   | 受賞       |
| ヨーロッパ映画賞       | 視覚効果賞       | マルティン・ツィーベル、セバスティアン・カルトメイヤー、ネハ・ハーヴ、ジェスパー・ブロデルセン、トルゲイル・ブッシュ | 受賞       |